# V861 Геркулеса
V861 Геркулеса (лат. V861 Herculis) — двойная затменная переменная звезда типа W Большой Медведицы (EW) в созвездии Геркулеса на расстоянии приблизительно 2202 световых лет (около 675 парсек) от Солнца. Видимая звёздная величина звезды — от +14,2m до +13,8m. Орбитальный период — около 0,3448 суток (8,2758 часа).
Открыта Сергеем Валентиновичем Антипиным в 1996 году*.

## Характеристики
Первый компонент — жёлтый карлик спектрального класса G5V*. Радиус — около 1,39 солнечного, светимость — около 1,991 солнечной. Эффективная температура — около 5332 K.
Второй компонент — жёлтый карлик спектрального класса G. Эффективная температура — около 5680 K.